# Zenobi (album)
Zenobi è il settimo album del cantautore italiano Renzo Zenobi, pubblicato nel 1993 dall'etichetta discografica ThM.

## Descrizione
Testi e musiche di Renzo Zenobi di tutte e 10 le tracce, registrazione e missaggio di Pino Bernardini mentre il progetto grafico e la copertina sono di Mario Piovano. 

## Tracce
(CD, ThM, THM 474299 2)
Testi e musiche di Renzo Zenobi.
1. Vecchia canzone – 4:22
2. Non avere paura – 2:49
3. Gli ulivi – 3:36
4. Pattinatori – 4:34
5. Francesco (Ricordati di noi) – 4:24
6. Nevicano – 2:18
7. Quasi come le rime – 4:55
8. Il mio modo di esserti fedele – 4:22
9. Il fuoco e la neve – 2:52
10. Questa notte – 3:43
11. Vecchia canzone (2) – 4:20

Durata totale: 42:15

## Formazione
- Renzo Zenobi - voce, chitarra
- Marco Manusso - chitarra
- Marco Camboni - contrabbasso
- Arnaldo Vacca - percussioni

## Edizioni
- 1993 – MC, ThM THM 474299 4, Italia